# Jardin do Príncipe Real
Le Jardim do Príncipe Real, officiellement appelé Jardim França Borges, est un jardin situé à Lisbonne, près du Bairro Alto. Ce jardin de 12 000 mètres carrés (1,2 hectare) à l'aménagement romantique, a été construit au milieu du XIXe siècle. Le marché hebdomadaire des produits de l'agriculture biologique qui se tient le samedi est l'un des nombreux événements qui s'y déroulent.

## Histoire

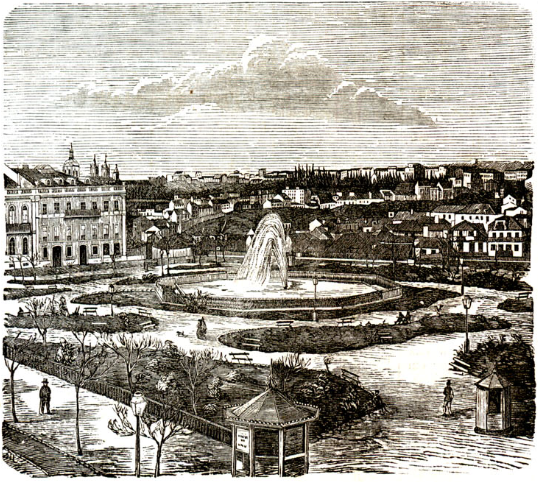
La Praça da Patriarcal Queimada, dans une lithographie de 1873.

Au XVe siècle, cet endroit était connu sous le nom d'Alto da Cotovia, où, à la fin du XVIIe siècle, le fils du marquis d'Alegrete - João Gomes da Silva Teles, conçut la construction d'un palais, abandonné plus tard et tombant en ruines, et en 1740 la décharge du Bairro Alto.
Ces terres ont ensuite été vendues à la Compagnie de Jésus, dont les prêtres ont dégagé les lieux et ordonné la construction du Colégio das Missões, détruit plus tard par le tremblement de terre de Lisbonne en 1755. Là, la nouvelle cathédrale patriarcale a commencé, mais a subi un incendie qui l'a détruite, la laissant abandonnée. Vers 1789, le vicomte de Vila Nova de Cerveira proposa l'utilisation de ces ruines pour la construction du Trésor Royal, le Trésor Central du Royaume, mais dont les travaux devinrent si coûteux que le projet finit par être oublié en 1797. En 1830, c'était un lieu de gravats, dont la Mairie ordonna le nettoyage afin d'y aménager une place. Un jardin a ensuite été construit avec des caractéristiques romantiques, selon un dessin datant de 1853 et réalisé par Praça do Príncipe Real en 1859. Dans les années 1950, la place s'appelait D. Pedro V ; et entre 1911 et 1919, Praça Rio de Janeiro, ayant repris son nom en l'honneur du fils aîné de D. Maria II. En 1861, les travaux de terrassement de la place ont commencé. Le jardin, d'une superficie de 1,2 ha, a été conçu dans le goût romantique anglais et organisé autour d'un grand lac octogonal agrémenté d'une fontaine. Il fut officiellement désigné Jardim França Borges en 1915 lorsqu'un buste dédié à ce journaliste républicain y fut placé en son honneur.

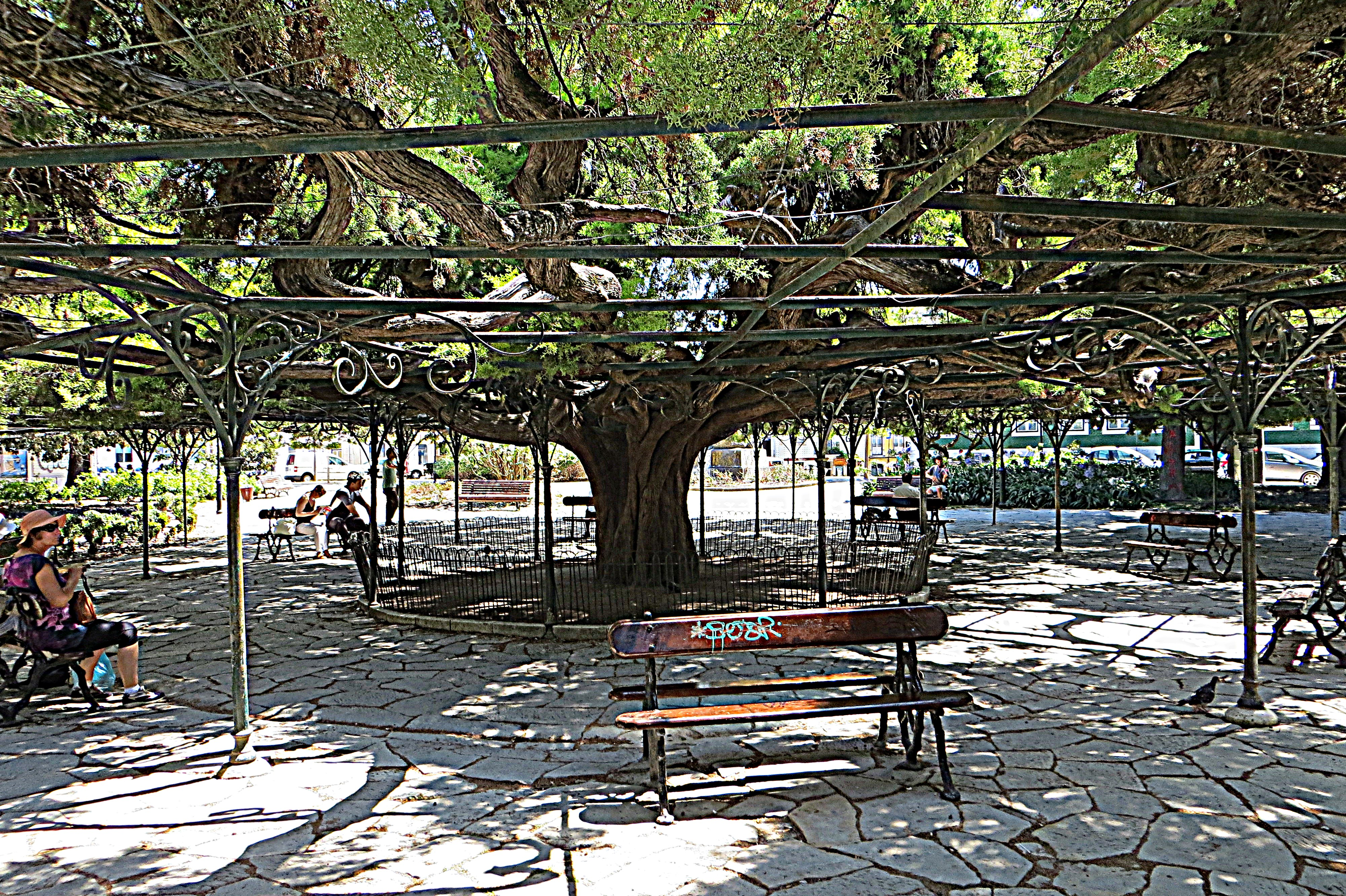
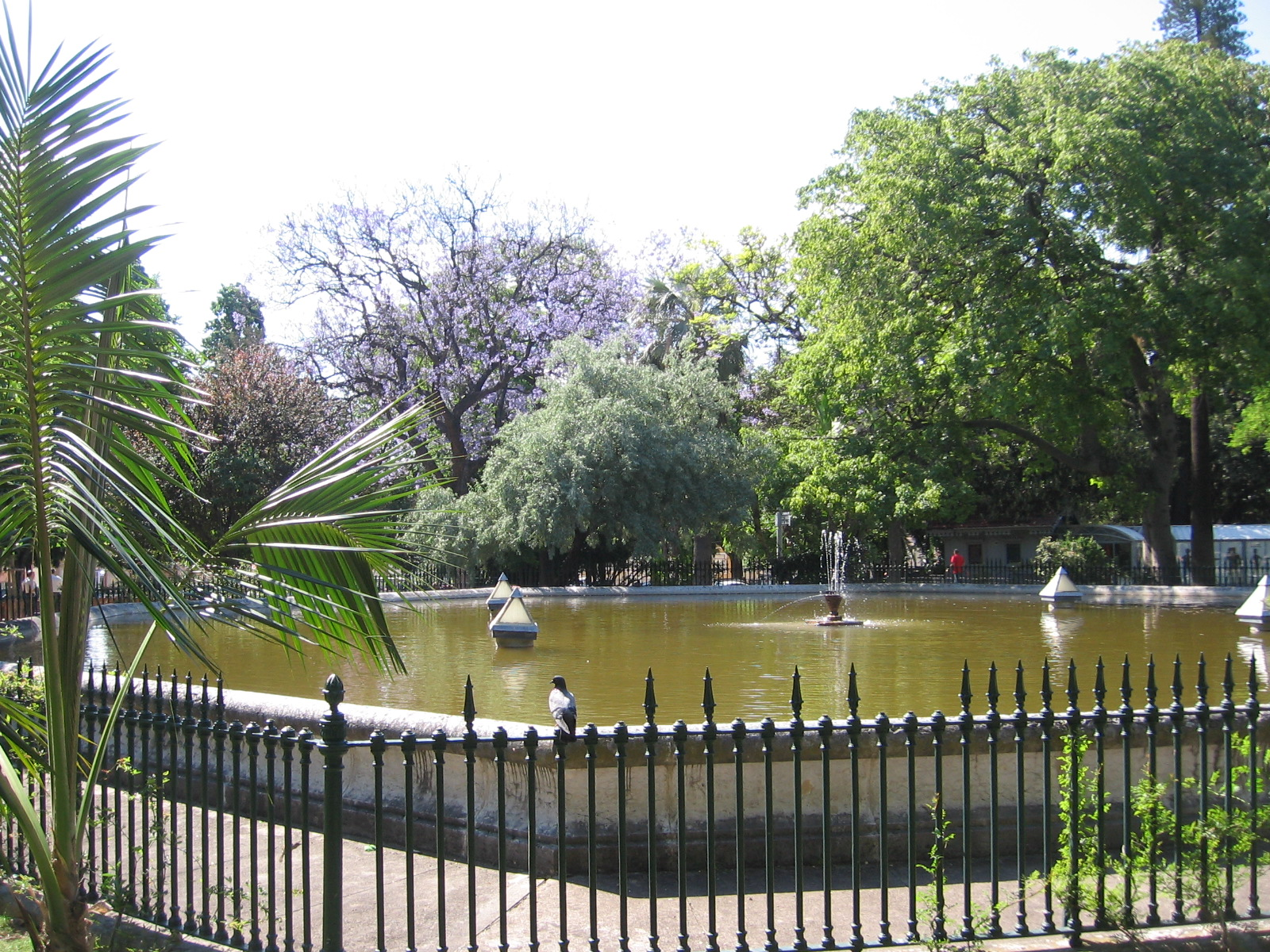
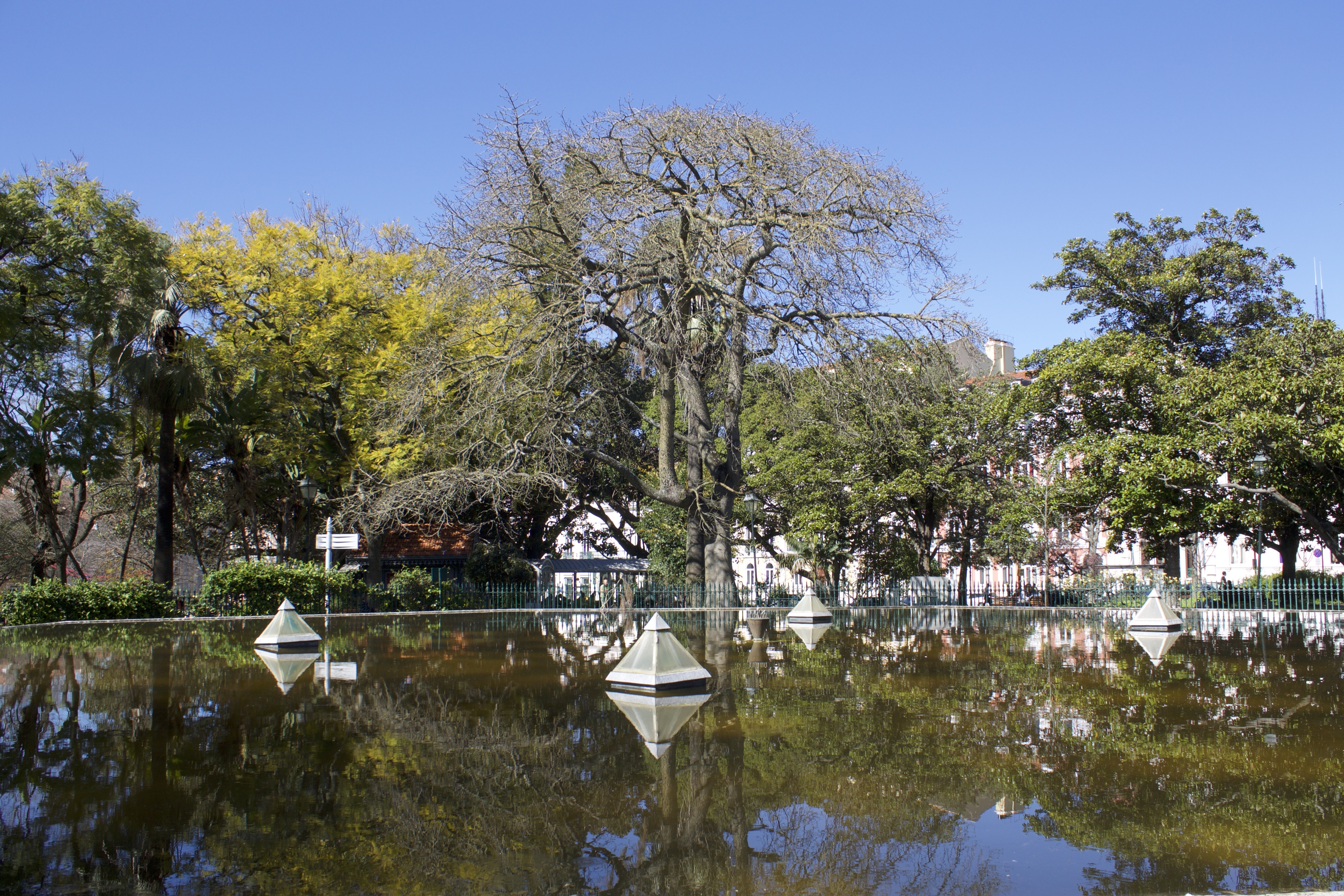
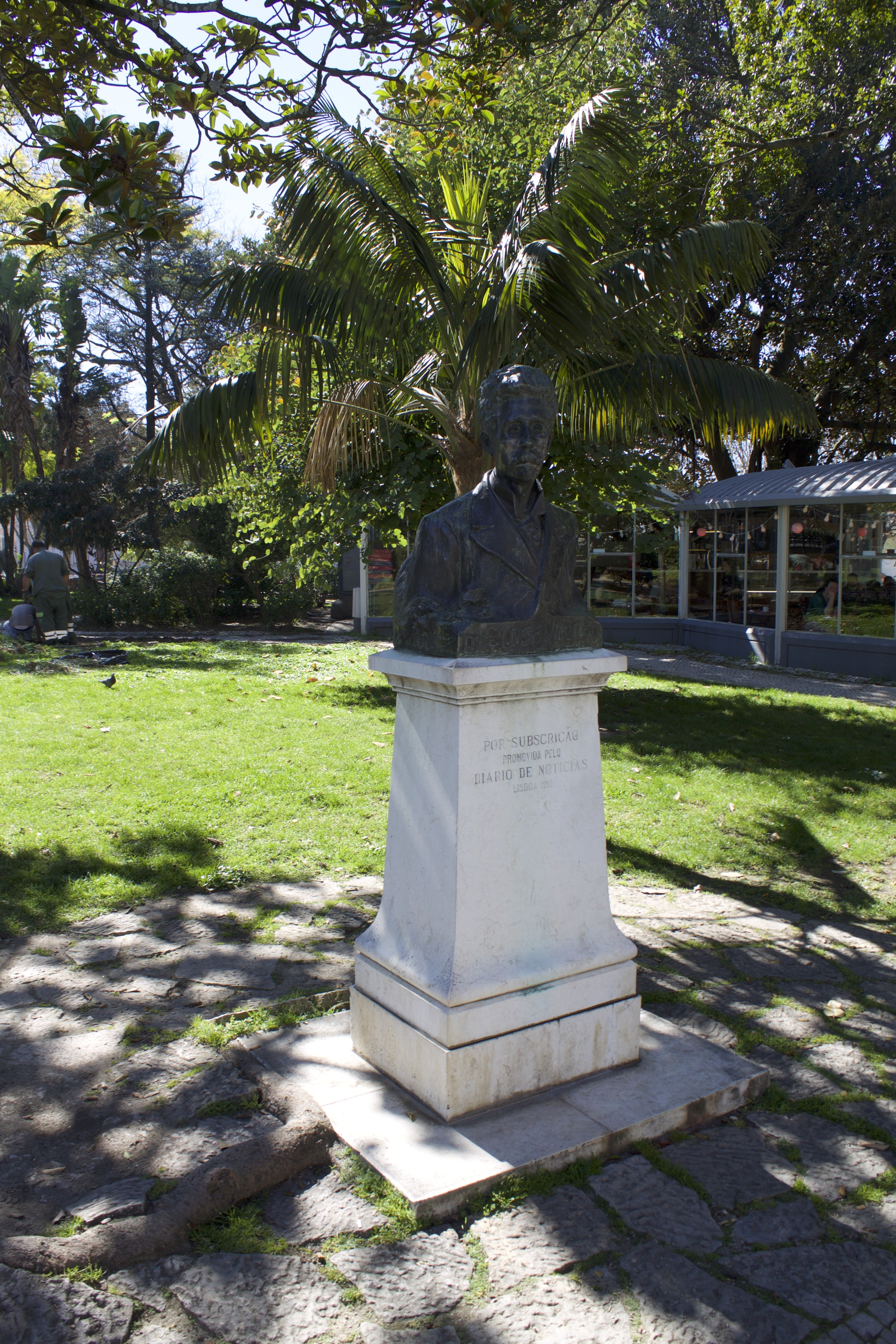